# Cratere Laue
Laue è un cratere lunare di 89,17 km situato nella parte nord-orientale della faccia nascosta della Luna.
Il cratere è dedicato al fisico tedesco Max von Laue.

## Crateri correlati
Alcuni crateri minori situati in prossimità di Laue sono convenzionalmente identificati, sulle mappe lunari, attraverso una lettera associata al nome.
| Laue | Coordinate             | Diametro (in km) |
| ---- | ---------------------- | ---------------- |
| G    | 27°55′12″N 93°18′36″W  | 29,22            |
| U    | 28°41′24″N 101°30′00″W | 54,69            |